# Festival Internacional de Cine de Mar del Plata
El Festival Internacional de Cine de Mar del Plata es un prestigioso festival de cine internacional que se realiza todos los años en la ciudad de Mar del Plata (Argentina). El festival Internacional de Mar del Plata es un festival de categoría "A" reconocido por la Federación Internacional de Asociaciones de Productores Cinematográficos (FIAPF) junto con festivales como Cannes, Berlín, Venecia o San Sebastián, de un total de 15 (ver el enlace a la FIAPF para la lista completa).
Según declaró el productor argentino Luis Alberto Scalella, quien era vicepresidente primero de la FIAPF en el momento del festival de Mar del Plata en 2009, "en el mundo hay 2500 festivales de cine. De ellos solamente 50 son reconocidos por la Federación Internacional y, entre ellos, solo 13 son competitivos no especializados reconocidos por la Clase A."

## Historia

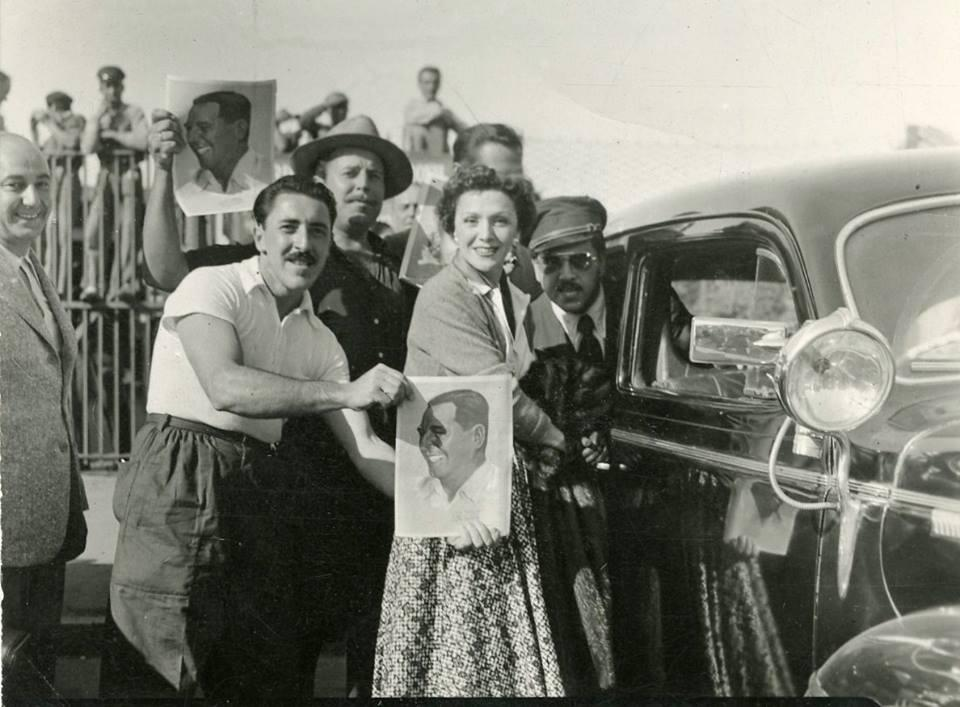
Festival Internacional de Cine en Mar del Plata, 1954

Fue inaugurado el 8 de marzo de 1954 por el entonces presidente Juan Domingo Perón, siendo una muestra internacional llamada "Festival Cinematográfico Internacional". Ya en esa primera oportunidad el festival contó con figuras internacionales, de la talla de Ginger Rogers Gina Lollobrigida y Errol Flynn, y 18 países estuvieron representados por 52 largometrajes y 49 cortometrajes.
Luego de este se produce una discontinuidad de cuatro años, hasta que en 1959 la Asociación de Cronistas Cinematográficos de la Argentina se hace cargo del festival, y este es reconocido por la FIAPF. En ese mismo año el Festival se convirtió en competitivo.

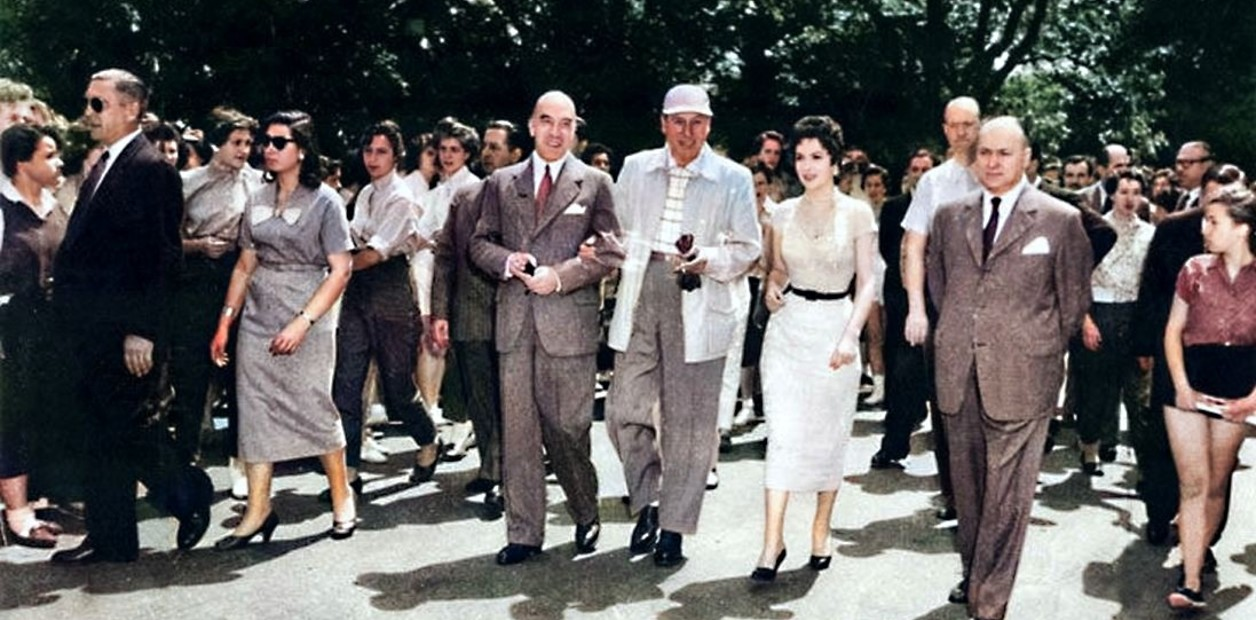
El presidente de Argentina Juan Domingo Perón junto a la actriz italiana Gina Lollobrigida durante la primera edición del Festival Internacional de Cine de Mar del Plata, 1954.

A partir del año siguiente y hasta 1970 se sucederá anualmente reflejando las distintas vertientes artísticas cinematográficas de la década de 1960, con figuras invitadas como Paul Newman, Alberto Sordi, Pier Paolo Pasolini, Vittorio Gassman, Toshirō Mifune, François Truffaut, Karel Reisz, Catherine Deneuve, Juan Antonio Bardem, Anthony Perkins, Jean-Paul Belmondo, Maria Callas, Cantinflas, Andrzej Wajda, Jacques Tati, Lee Strasberg, George Hamilton, entre otros.
En 1964 el festival se mudó temporalmente y por única vez a Buenos Aires y se lo denominó Festival Cinematográfico Internacional de la República Argentina. En el año 1966 un golpe de Estado en el país produce cambios y el Instituto de Cine se hace cargo de los festivales del año 1968 y 1970. En los años 1967 y 1969 el festival no se realizó pues se realizaban otros en Río de Janeiro.

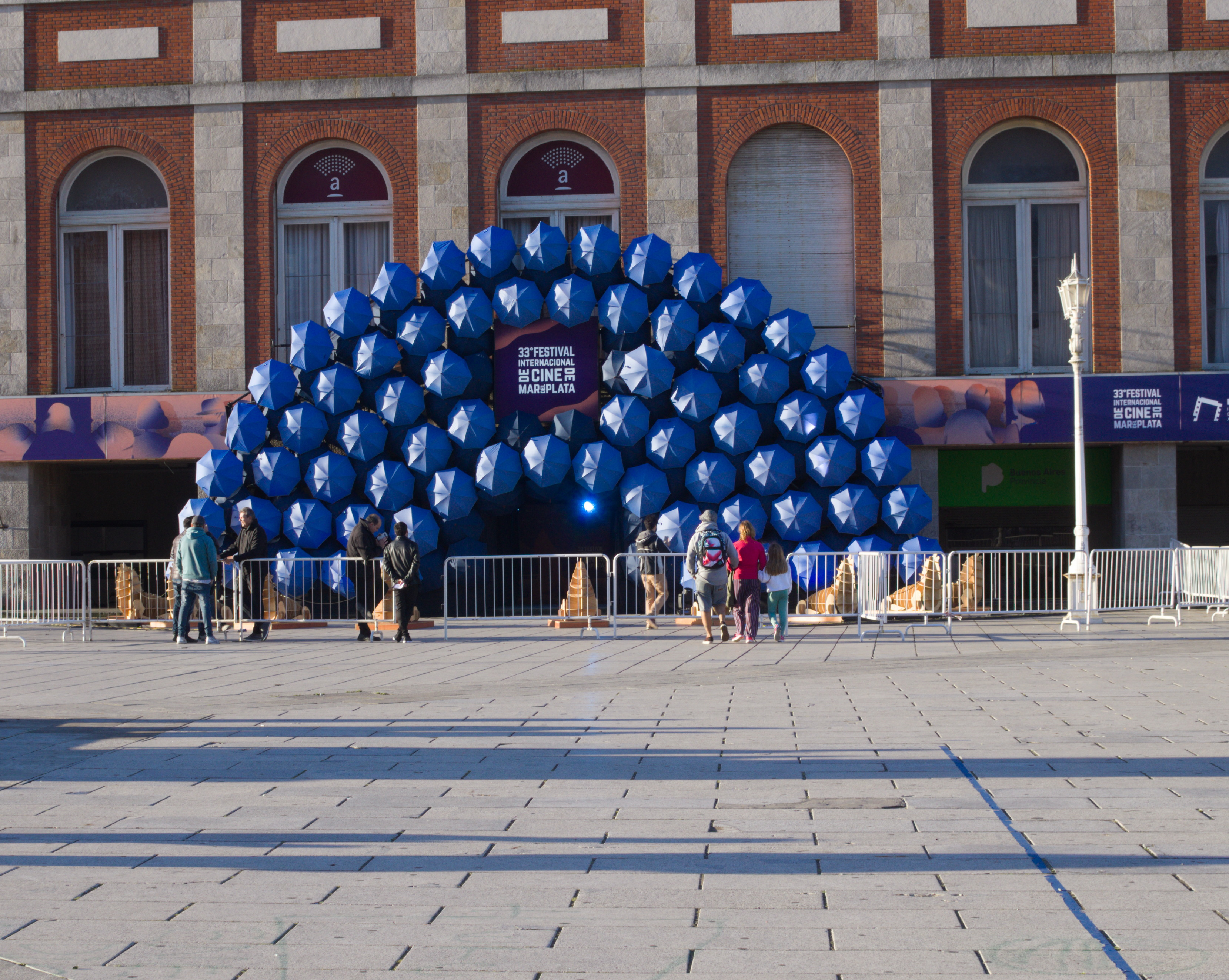
Entrada al Festival Internacional de Cine de Mar del Plata, 2018

Luego de 1970 hubo una interrupción de 26 años, y si bien hubo algunos intentos de reactivarlo, esto no sucedió, hasta 1996, cuando el festival regresa completamente renovado y se posiciona como un acontecimiento artístico-cultural imprescindible para todo el panorama cinematográfico. En esta nueva etapa se comenzó a realizar en el mes de noviembre, desde 2001 volvería a su fecha tradicional en el mes de marzo y desde 2008 nuevamente se trasladó al mes de noviembre. En esta etapa el festival accede a la "categoría A", la más alta asignada por el FIAPF.

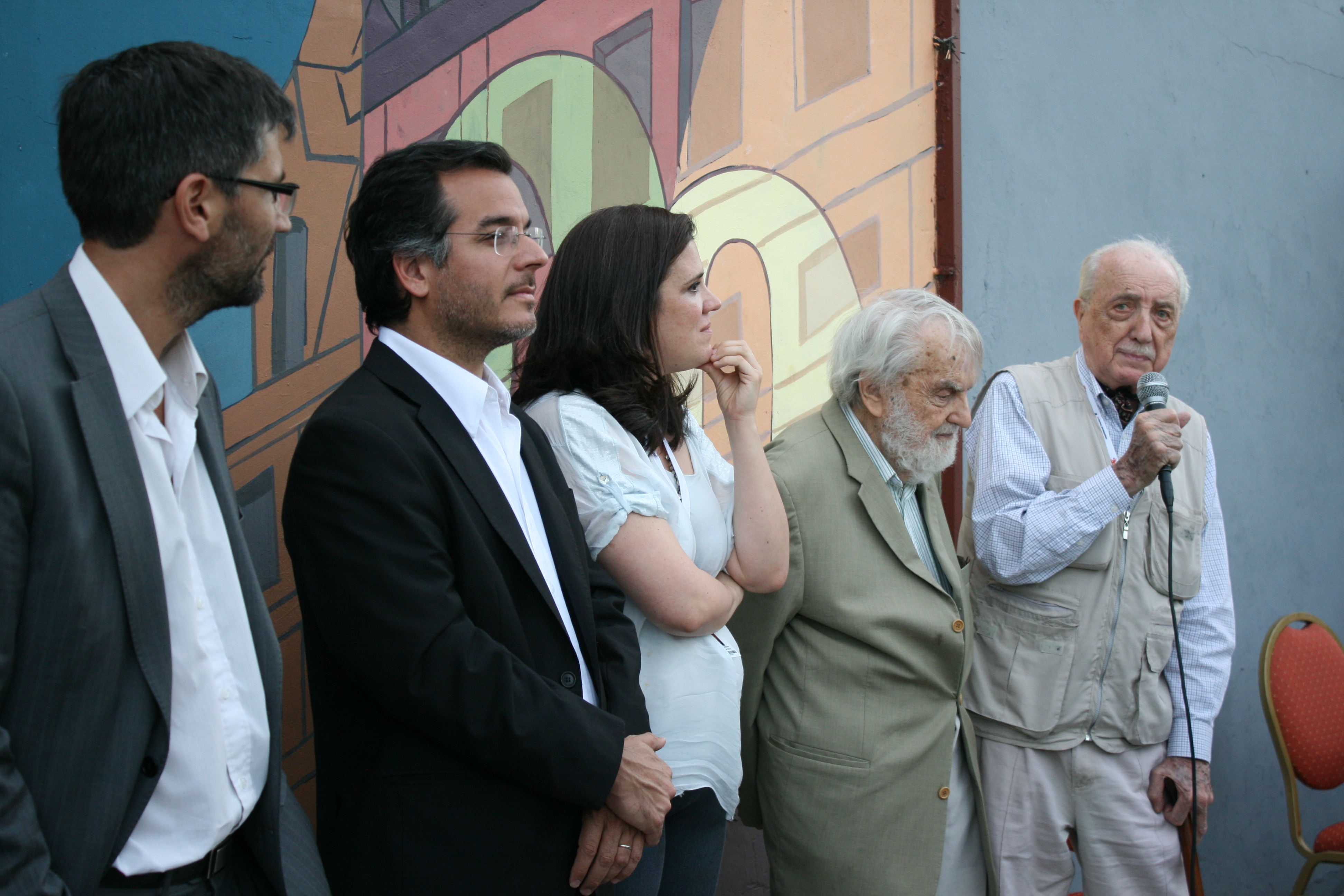
Inauguración mural para los Derechos Humanos en los sesenta años del festival.

La edición del año 2014 contó con un evento singular. La Dirección de Derechos Humanos y la Dirección de Arte y Muralismo municipales se dieron cita junto con el INCAA y los organizadores del Festival Internacional de Cine para inaugurar el mural "Los Derechos Humanos en los 60 años del Festival". Obra del artista Omar Sirena, plasma películas argentinas y latinoamericanas que trabajaron la temática de los Derechos Humanos, así como, las luchas sociales a lo largo de las últimas décadas. Quien desee visitarlo podrá encontrarse con la evocación de películas tales como, No habrá más penas ni olvido, La Historia Oficial, La Patagonia Rebelde, y Carandirú, entre otras.
La edición de 2018 contó con la primera y exitosa edición del Foro de Cine y Perspectiva de Género, un espacio clave para reflexionar y visualizar las desigualdades en el sector audiovisual. 
La edición de 2019 estuvo dedicada al director y maestro José Antonio Martínez Suárez (1925-2019) quien presidió el festival desde 2008. Por eso que se decidió proyectar, en una versión especialmente restaurada para la ocasión, su comedia Los muchachos de antes no usaban arsénico (1976). Durante la ceremonia de apertura su hija María Fernanda recibió el Premio Astor que el director obtuvo in memoriam, como tributo a su trayectoria. Esta edición contó con la dirección artística de Cecilia Barrionuevo.

### Edición 2020
Para la edición 2020 Fernando Juan Lima fue designado por Luis Puenzo, presidente del Incaa, como presidente. Juan Lima ha sido desde 2017 vicepresidente del Incaa, que presidía Ralph Haiek. El juez y cineasta pidió licencia en la Justicia, donde se desempeñó como meritorio, secretario, juez de primera instancia y luego en la de Cámara en lo Contencioso Administrativo de los tribunales porteños. Lima, fue redactor en la revista especializada El Amante/Cine; en televisión condujo el ciclo «Cinema mon amour», por Canal (á), y en radio está al frente del programa “La Autopista del Sur”, que ya cuenta con once temporadas al aire. Además, colabora con artículos periodísticos en medios nacionales.
En el marco de la 70.ª edición del Festival Internacional de Cine de Berlín, el Instituto Nacional de Cine y Artes Audiovisuales (Incaa) anunció la fecha del 35° Festival Internacional de Cine de Mar del Plata 2020. Está programado para desarrollarse entre el 21 y 29 de noviembre.  Por primera vez, la ceremonia de cierre se podrá ver en simultáneo en el Centro Cultural Kirchner.

## Presentación
El Festival Internacional de Cine de Mar del Plata, organizado por el Instituto Nacional de Cine y Artes Audiovisuales (INCAA), promueve la actividad cinematográfica en todas sus formas, y en sus pantallas se exhiben películas de diversos orígenes, temática y estilos. En él conviven la tradición del cine clásico con las nuevas tendencias, las nuevas voces y las nuevas tecnologías. Cada año, más de 130.000 espectadores acompañan su programación –que cuenta con más de 300 títulos– y sus actividades especiales, en la que se dan cita invitados nacionales e internacionales.

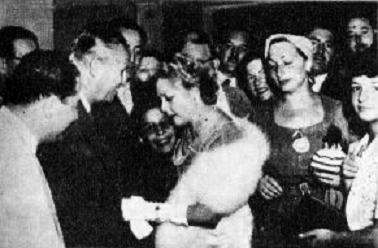
Visita de Mary Pickford en el festival.

El Festival está históricamente organizado en distintas secciones.
La primera de ellas es la Competencia. Con jurados cuidadosamente seleccionados para cada edición, se premian películas de Competencia Internacional, Competencia latinoamericana de Largometrajes y Cortometrajes, Competencia Argentina de Largometrajes y Cortometrajes, Competencia Estados Alterados y Work in Progress.
La segunda sección es la de Panorama, y en ella los espectadores podrán encontrar lo mejor de la producción internacional más reciente. Directores consagrados conviven con nuevos talentos y distintos focos temáticos como los de Mar de Chicos –destinado al público infantil–, Banda Sonora Original –para películas que tienen a la música como protagonista– o Super 8 – 16mm –dedicada a estos históricos formatos–, entre otros como Hora Cero, Generación VHS y Las Venas Abiertas.
La tercera sección se dedica a los Homenajes y Retrospectivas y busca actualizar la trayectoria de directores prestigiosos con el objetivo de que sean puestos otra vez en circulación. Además, esta sección permite dar lugar a nuevas tendencias cinematográficas a partir de diversos focos sobre realizadores actuales que de otra manera no llegarían a las salas. Se trata de una sección clave para valorar obras en función de su herencia cultural para el cine del presente y del futuro.
Una cuarta sección se concentra en las Restauraciones, el patrimonio cultural cinematográfico nacional e internacional que es puesto en valor nuevamente para que el público pueda disfrutar de las viejas glorias de la historia del cine.

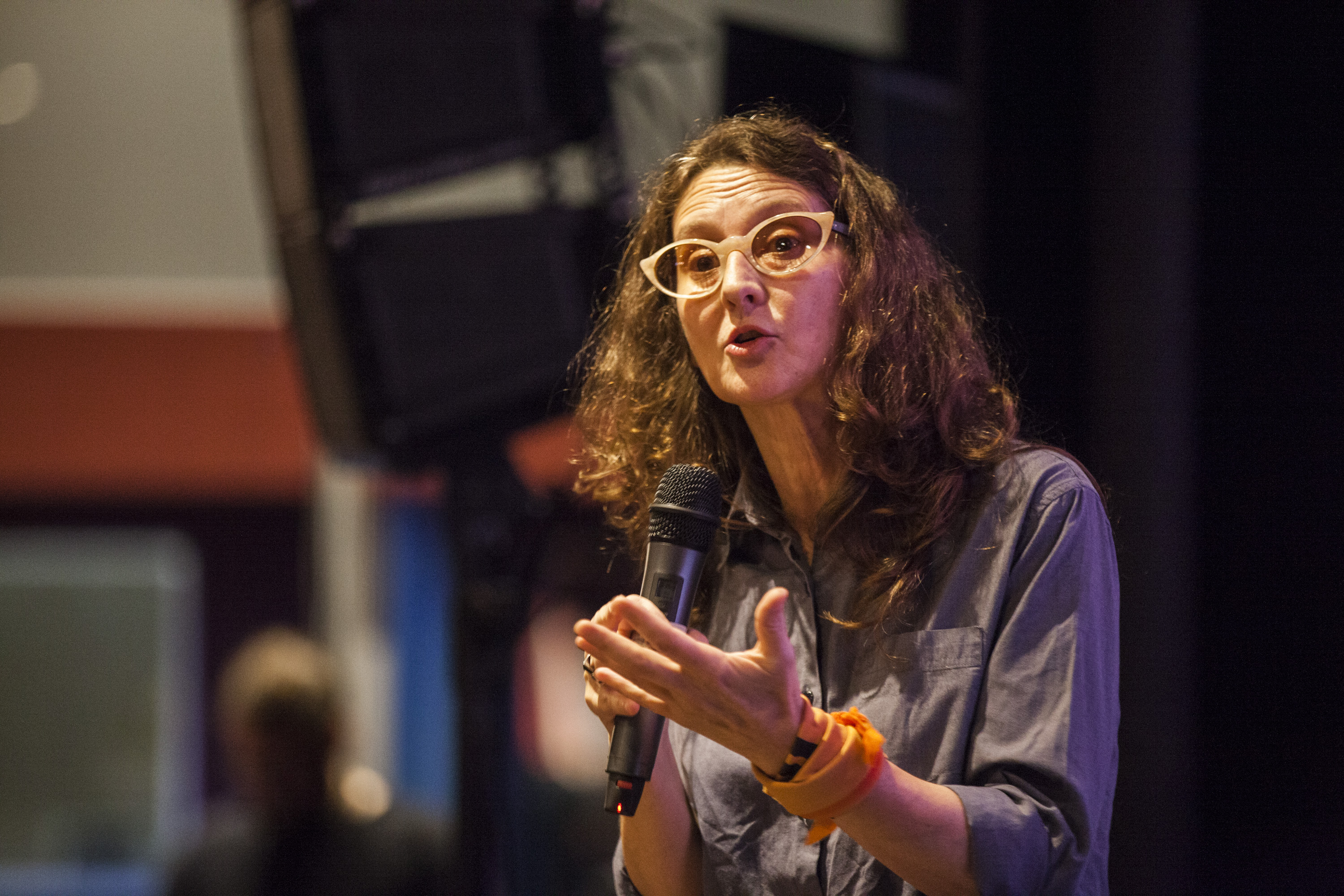
Clase magistral Lucrecia Martel - 33 Festival Internacional de cine de Mar del Plata.jpg

Por fuera de las pantallas, el Festival se caracteriza también por el atractivo de sus Actividades Especiales; entre ellas, charlas con Maestros, mesas redondas, presentaciones de libros, proyecciones especiales y seminarios de nueva crítica. La edición de 2018 contó además con la primera y exitosa edición del Foro de Cine y Perspectiva de Género, un espacio clave para reflexionar y visualizar las desigualdades en el sector audiovisual.

## Premios
Originalmente los premios eran denominados «Ombú» hasta el año 2004 en el que los premios cambian de nombre pasando a llamarse «Astor», en honor a Astor Piazzolla. El jurado es internacional y está compuesto por cineastas, artistas, profesores y teóricos del mundo del cine.
Actualmente se entregan los premios Astor a mejor película, mejor director, mejor actriz, mejor actor, mejor guion, mejor película iberoamericana y el premio especial del jurado.
La vigésimo segunda edición del Festival Internacional de Cine de Mar del Plata tuvo lugar del 8 al 18 de marzo de 2007. En este festival se introdujo una nueva competencia: la competición latinoamericana especialmente destinada a los realizadores de Latinoamérica. En esta sección se otorga el premio Ernesto Che Guevara a la mejor película latinoamericana.
Anticipando la trigésima edición del festival que se realizó del 30 de octubre al 7 de noviembre de 2015, que recibió más de 120 mil espectadores, se desarrolló el 1° Festival Nacional de Cortos sobre Derechos Humanos de Mar del Plata, que incluyó la Competencia Nacional de Cortometrajes. Tuvieron lugar diversas temáticas como diversidad de géneros, violencia Institucional, discriminación así como el tópico Memoria, Verdad y Justicia.

### Competencia internacional
- Astor de oro a la mejor película
- Astor de plata al mejor director
- Astor de plata al mejor actor
- Astor de plata a la mejor actriz
- Astor de plata al mejor guion

### Competencia latinoamericana
- Mejor largometraje
- Mejor cortometraje

### Competencia argentina
- Mejor largometraje
- Mejor cortometraje
- Premio Martínez Suárez al mejor director

### Competencia Estados Alterados
- Mejor película

### Competencia En tránsito
- Mejor proyecto

### Premio taller de
- Mejor Ópera Prima Internacional

### Banda sonora original
- Mejor Película

## Jurado independiente (no oficial)
- AADA - Asociación Argentina de Directores de Arte
  - Mejor Dirección de Arte de Película Argentina de todas las Competencias
  - Jurado: Juan Mario Roust, Adriana Maestri, Daniel Gimelberg

- AATI - Asociación Argentina de Traductores e Intérpretes
- ‍*Mejor Cortometraje de la Competencia Argentina
  - Jurado: Federico Sykes, Fernando Galarraga, María Laura Ramos

- ACCA - Asociación de Cronistas Cinematográficos de Argentina
  - Mejor Película de la Competencia Internacional
  - Jurado:Rolando Gallego, Paula Vázquez Prieto, Astrid Riehn

- ADF - Autores de Fotografía Cinematográfica Argentina
  - Mejor Dirección de Fotografía de la Competencia Internacional
  - Jurado: Agustín Barrutia, Natalia Fernández, Daniel Ring

- ARGENTORES
  - Sociedad General de Autores de la Argentina
  - Mejor Guion de Película Argentina de todas las Competencias
  - Jurado: Irene Ickowicz, Martín Salinas,Graciela Maglie

- ASA - Asociación Argentina de Sonidistas Audiovisuales
  - Mejor Sonido de la Competencia Argentina
  - Jurado: Gonzalo Matijas, Nahuel Palenque, Anita Remón

- CINE.AR
  - Mejor Cortometraje Argentino
  - Mejor Cortometraje latinoamericano
  - Jurado CINE.AR

- DAC - Directores Argentinos Cinematográficos
  - Mejor Director/a Argentino/a de todas las Competencias
  - Jurado: Natalia Smirnoff, Gabriel Nesci,Victoria "Chaya" Miranda

- EDA - Asociación Argentina de Editores Audiovisuales
  - Mejor Montaje de la Competencia Internacional
  - Jurado: Yorgos Mavropsaridis (Grecia), Miguel Schverdfinger (Argentina - México), Lorena Moriconi (Argentina)

- FEISAL - Federación de Escuelas de Cine de América Latina
  - Mejor Película realizada por Director/a Latino americana hasta 35 años
  - Jurado: Anabella Speziale, Vivián Imar, IvánMolina Velásquez (Bolivia)

- FIPRESCI - Federación Internacional de Prensa Cinematográfica
  - Mejor Película Argentina de todas las Competencias
  - Jurado: Luciana Costa (Brasil), Diego Faraone (Uruguay), Federico Karstulovich(Argentina)

- FNA - Fondo Nacional de las  Artes
  - Mejor Cortometraje Argentino
  - Jurado: Martín Farina, Manque La Banca, María Eugenia Ratcliffe

- FUNDACION TABERNERO - Weinschenk-Tabernero Foundation en combinación con HERITAGE FILM PROJECT
  - Mejor Director de Fotografía de un Largometraje Argentino o en Coproducción con Argentina de todas las Competencias
  - Jurado: Comité de Miembros de la Fundación Weinschenk-Tabernero presidido por Henry Weinschenk y la dirección artística y ejecutiva de Eduardo Montes-Bradley.

- LA HAYE POST -  Empresa de Post Producción de Imagen
  - Mejor Película de la Sección Panorama Argentino
  - Jurado: Gabriel La Haye

- GREENPEACE - Fundación Greenpeace Argentina
  - Premio Greenpeace
  - Jurado: Elena Roger, Marcelo Pineyro, Romina Gaetani, Fernando Avellaneda

- SAGAI - Fundación SAGAI
  - Mejor Actriz Argentina de todas las competencias
  - Mejor Actor Argentino de todas las Competencias
  - Jurado: Sandra Sandrini, Agustín Pardella, Germán De Silva

## Películas ganadoras del Astor de Oro
| Año                                          | Película (título en español)      | Título original                       | Director                           | País                    |
| -------------------------------------------- | --------------------------------- | ------------------------------------- | ---------------------------------- | ----------------------- |
| 1954                                         | No se entregó el premio           | No se entregó el premio               | No se entregó el premio            |                         |
| Galardonados con el "Gran Premio del Jurado" |                                   |                                       |                                    |                         |
| 1959                                         | Fresas salvajes                   | Smultronstället                       | Ingmar Bergman                     | Suecia*                 |
| 1960                                         | El puente                         | Die Brücke                            | Bernhard Wicki                     | Alemania Occidental*    |
| 1961                                         | Saturday Night and Sunday Morning |                                       | Karel Reisz                        | Reino Unido*            |
| 1962                                         | Los días contados                 | I giorni contati                      | Elio Petri                         | Italia*                 |
| 1963                                         | Angyalok földje                   |                                       | György Révész                      | Hungría*                |
| 1964                                         | Los compañeros                    | I compagni                            | Mario Monicelli                    | Italia                  |
| 1965                                         | Los indiferentes                  | Gli Indifferenti                      | Francesco Maselli                  | Italia                  |
| 1966                                         | ¡Viva la República!               | Ať žije Republika!                    | Karel Kachyňa                      | Checoslovaquia*         |
| 1967                                         | No se realizó el Festival         | No se realizó el Festival             | No se realizó el Festival          |                         |
| Galardonadas con el "Gran Premio Cóndor"     |                                   |                                       |                                    |                         |
| 1968                                         | Bonnie y Clyde                    | Bonnie and Clyde                      | Arthur Penn                        | Estados Unidos*         |
| 1969                                         | No se realizó el Festival         | No se realizó el Festival             | No se realizó el Festival          |                         |
| 1970                                         | Macunaíma                         |                                       | Joaquim Pedro de Andrade           | Brasil*                 |
| 1971-1995                                    | Festival cancelado                | Festival cancelado                    | Festival cancelado                 |                         |
| Galardonadas con el "Ombú de Oro"            |                                   |                                       |                                    |                         |
| 1996                                         | El perro del hortelano            | El Perro del Hortelano                | Pilar Miró                         | España*                 |
| 1997                                         | The Tango Lesson                  |                                       | Sally Potter                       | Reino Unido             |
| 1998                                         | The Cloud and the Rising Sun      | Abr-O Aftaab                          | Mahmoud Kalari                     | Irán*                   |
| 1999                                         | God's Wedding                     | As Bodas de Deus                      | João César Monteiro                | Portugal*               |
| 2000                                         | No se realizó el Festival         | No se realizó el Festival             | No se realizó el Festival          |                         |
| 2001                                         | It's Me, the Thief                | To ja, Zlodziej                       | Jacek Bromski                      | Polonia*                |
| 2002                                         | Bolívar Soy Yo                    | Bolívar Soy Yo                        | Jorge Alí Triana                   | Colombia*               |
| 2003                                         | Breaking Up                       | Separações                            | Domingos de Oliveira               | Brasil                  |
| Galardonadas con el "Ástor de Oro"           |                                   |                                       |                                    |                         |
| 2004                                         | Buena vida (Delivery)             | Buena vida (Delivery)                 | Leonardo Di Cesare                 | Argentina*              |
| 2005                                         | Le grand voyage                   |                                       | Ismaël Ferroukhi                   | Francia* / Marruecos*   |
| 2006                                         | News from Afar                    | Noticias Lejanas                      | Ricardo Benet                      | México*                 |
| 2007                                         | Fiction                           | Ficció                                | Cesc Gay                           | España                  |
| 2008                                         | Still Walking                     | 歩いても 歩いても / Aruitemo aruitemo | Hirokazu Koreeda                   | Japón*                  |
| 2009                                         | Cinco días sin Nora               | Cinco días sin Nora                   | Mariana Chenillo                   | México                  |
| 2010                                         | Asesinato esencial                | Essential Killing                     | Jerzy Skolimowski                  | Polonia                 |
| 2011                                         | Abrir puertas y ventanas          | Abrir puertas y ventanas              | Milagros Mumenthaler               | Argentina               |
| 2012                                         | Más allá de las colinas           | Dupa dealuri                          | Cristian Mungiu                    | Rumania*                |
| 2013                                         | La jaula de oro                   | La jaula de oro                       | Diego Quemada-Díez                 | México Guatemala España |
| 2014                                         | Come to my Voice                  | Were Dengê Min                        | Hüseyin Karabey                    | Turquía*                |
| 2015                                         | El abrazo de la serpiente         | El Abrazo de la Serpiente             | Ciro Guerra                        | Colombia                |
| 2016                                         | People That Are Not Me            | Anashim shehem lo ani                 | Hadas Ben Aroya                    | Israel*                 |
| 2017                                         | Wajib - Invitación de boda        | واجب                                  | Annemarie Jacir                    | Palestina*              |
| 2018                                         | Entre dos aguas                   | Entre dos aguas                       | Isaki Lacuesta                     | España                  |
| 2019                                         | O que arde                        | O que arde                            | Óliver Laxe                        | España                  |
| 2020                                         | El año del descubrimiento         | El año del descubrimiento             | Luis López Carrasco                | España Suiza            |
| 2021                                         | Hit the Road                      | Hit the Road                          | Panah Panahi                       | Irán                    |
| 2022                                         | Saudade fez morada aqui dentro    | Saudade fez morada aqui dentro        | Haroldo Borges                     | Brasil                  |
| 2023                                         | Kinra                             | Kinra                                 | Marco Panatonic                    | Perú                    |
| 2024                                         | Au bord du monde                  | Au bord du monde                      | Guérin Van de Vorst Sophie Muselle | Bélgica                 |

Victorias por países
- España: 6 Victorias
- Italia: 3 Victorias
- México: 3 Victorias
- Brasil: 3 Victorias
- Argentina: 2 Victorias
- Colombia: 2 Victorias
- Irán: 2 Victorias
- Perú: 1 Victoria
- Suiza: 1 Victoria
- Guatemala: 1 Victoria
- Turquía: 1 Victoria
- Rumania: 1 Victoria
- Israel: 1 Victoria
- Palestina: 1 Victoria
- Hungría: 1 Victoria
- Estados Unidos: 1 Victoria
- Japón: 1 Victoria
- Francia: 1 Victoria
- Bélgica : 1 Victoria
- Marruecos: 1 Victoria
- Suecia: 1 Victoria

## Ediciones
| Ediciones |
| 1954 · 1955 · 1956 · 1957 · 1958 · 1959 · 1960 · 1961 · 1962 · 1963 · 1964 · 1965 · 1966 · 1967 · 1968 · 1969 · 1970 · 1971 · 1972 · 1973 · 1974 · 1975 · 1976 · 1977 · 1978 · 1979 · 1980 · 1981 · 1982 · 1983 · 1984 · 1985 · 1986 · 1987 · 1988 · 1989 · 1990 · 1991 · 1992 · 1993 · 1994 · 1995 · 1996 · 1997 · 1998 · 1999 · 2000 · 2001 · 2002 · 2003 · 2004 · 2005 · 2006 · 2007 · 2008 · 2009 · 2010 · 2011 · 2012 · 2013 · 2014 · 2015 · 2016 · 2017 · 2018 · 2019 · 2020 · 2021 · 2022 · 2023 · |